# Amerikai dzsigoló
Az Amerikai dzsigoló (eredeti cím: American Gigolo) 1980-ban bemutatott amerikai neo-noir bűnügyi filmdráma, melyet Paul Schrader írt és rendezett. A főszerepben Richard Gere és Lauren Hutton látható. A filmben egy dzsigolóként tevékenykedő férfi gyilkosság gyanújába keveredik.

## Cselekmény
Julian jóképű, sármos, sportos, művelt, intelligens fiatalember, ami nem meglepő, mivel Julian dzsigolóként él Los Angelesben, aki pénzért gazdag, intelligens, igényes, de rendszerint idősebb, elhanyagolt asszonyokat szórakoztat társaságával. Amikor egyszer aztán megismerkedik a helyi politikus vonzó feleségével, érzelmeket kezd táplálni iránta, ami nem is marad viszonzatlan. A dolog azonban akkor válik bonyolulttá, amikor a férfi egyik ügyfelét megölik, és ő lesz az első számú gyanúsított. Julian ki akarja deríteni, ki csalta tőrbe és miért, de az ártatlansága bizonyításához a nőnek az addig titkolt viszonyt is fel kellene vállalnia, hogy igazolja a férfi alibijét...

## Szereplők
| Szerep            | Színész           | Magyar hangja (1. szinkron) |
| ----------------- | ----------------- | --------------------------- |
| Julian Kaye       | Richard Gere      | Szakácsi Sándor             |
| Michelle Stratton | Lauren Hutton     | Csere Ágnes                 |
| Sunday nyomozó    | Héctor Elizondo   | Kassai Károly               |
| Anne              | Nina Van Pallandt | Vándor Éva                  |
| Leon James        | Bill Duke         | Gesztesi Károly             |
| Charles Stratton  | Brian Davies      | Selmeczi Roland             |
| Lisa Williams     | K. Callan         | Sáfár Anikó                 |
| Mr. Rheiman       | Tom Stewart       | Melis Gábor                 |
| Curtis hadnagy    | David Cryer       | Rosta Sándor                |
| Mrs. Dobrun       | Carole Cook       | Menszátor Magdolna          |

## Érdekességek
- A film betétdala talán még a filmnél is ismertebb lett, ez volt a „Call Me” (Hívj fel!) a Blondie együttestől.[4]
- Richard Gere előtt Christopher Reeve-nek és John Travoltának is felajánlották a főszerepet.